# 漢字語 (朝鮮語)
朝鮮語における漢字語（かんじご、한자어、英: Sino-Korean vocabulary）は、語彙部類の一種で、朝鮮漢字音で発音される単語を言う。漢語系語彙（英: Sinoxenic vocabulary）の一種であり、日本語語種の上で単に「漢語」と総称される語彙体系がこれに対応する。

## 概要

### 歴史
朝鮮は日本と同じく漢字文化圏に属し、古くから陸続きの中国より漢字文化を受容してきた。漢四郡が置かれた紀元前2世紀頃にはすでに漢字文化が朝鮮半島にもたらされたと考えられている。
漢字語は時代によって盛衰があり、語彙に異なりを見せる。例えば中期朝鮮語においては現代朝鮮語に見られない以下のような漢字語やその意味が見られる。
- 常談 「日常会話」
- 禮數 「お辞儀」
- 爲頭 「始め」
- 一定 「定めること」（現代語では「一定」の意）

中期朝鮮語においてはまた、当時の中国語の話し言葉から直接借用されたと見られる語彙も散見される。それらは通常、漢字表記されない。
- ᄌᆞ갸/j@gia[1] 「ご自身」 ＜ 自家
- 차반 「（よい）食事」 ＜ 茶飯
- 훠 「靴」 ＜ 靴

### 使用
朝鮮語の語彙には固有語・漢字語・外来語とそれらの混種語があるが、漢字語は最も大きな比重を占めている。ハングル学会の編纂した『큰사전（大辞典）』の総見出し語164125語のうち漢字語は85527語（52.1%）を占めているという。朝鮮語における漢字語は日本語の漢語と同じく教養語彙としての性格が強く、抽象概念や専門用語などに漢字語が多い。従って、日常語彙としては固有語を用いつつも、改まった場では漢字語を用いることがある。また日本で外来語の語彙は朝鮮語では漢字語を使うことが多い。
- 머리 [mɔɾi] 「あたま」（固有語） ― 두부 [tubu] 「頭部」（漢字語）

漢字語は日本語の漢語と共通する語彙がすこぶる多いが、これらの語彙の「硬さ」（すなわち日常語化の程度）は必ずしも同じではない。例えば、日本語で「徹夜」は「徹夜する」など日常語として用いるが、朝鮮語の「徹夜（철야）」[ʨʰɔɾja] は「徹夜作業」など一部の漢字語とともにのみ用いる非日常語である。その反対に日本語の「答弁」は「国会答弁」など公的な場での質問に対する答えという意味で用いる非日常語であるが、朝鮮語の「答辯（답변）」[tap̚pʼjɔn] は広く質問に対する答えという意味で用いる日常語である。
大韓民国（以下「韓国」）では近年、既存の漢字語において意味のずれの生じているものがいくつか見受けられる。例えば、「飲料水（음료수）」[ɯːmnjosu] は清涼飲料水の意味で用いられる場合が多く、さらにはコーヒーやジュースなどを含めたソフトドリンク一般を指すこともある。また、「水族館（수족관）」[suʥok̚kʼwan] は水生動物の展示施設の他に、魚類を水槽に入れて販売する商店を指すようにもなってきている。

### 表記
漢字語は漢字でも表記することができ、ハングルでも表記することができる。朝鮮語の表記法は日本語のそれと異なり、漢字表記が可能なのは漢字語だけであり、固有語・外来語は漢字表記されることが決してない。しかしながら、朝鮮民主主義人民共和国（以下「北朝鮮」）では建国早々（1948年）に漢字表記を全廃したので、漢字語であっても実際には全てハングルで表記される。韓国では以前は漢字・ハングル混じりの表記が多く見られたが、現在はハングルのみの表記が主流である。このため、全く違う意味の漢字語が同じ表記になるケースや、漢字語が固有語・外来語と同じ表記になるケースもある（同形同音異義語）。例：
- 구축：「構築」または「駆逐」
- 기술：「技術」または「記述」
- 경계：「警戒」または「境界」
- 사고：「思考」または「事故」
- 비상：「非常」または「飛翔」
- 가장：漢字語では「仮装」または「家長」、固有語では「最も」
- 가로：漢字語では「街路」、固有語では「横」
- 부채：漢字語では「負債」、固有語では「扇」
- 유로：漢字語では「流路」、外来語では「ユーロ」

一般的に表記の形態主義により漢字のハングル表記は1つであるが（多音字・俗音の場合を除く）が、불（不）の後ろの漢字の頭子音が/ㄷ, ㅈ/の場合、固有語と同様に/ㄹ/が脱落し、부당（不当）、부정（不正）などのように부となる現象が発生する。また、一部の漢字語には固有語と同様に、숫자（数字）、횟수（回数）などのように間のㅅを挿入することができる。

### 造語
朝鮮語において漢字語は基本的に名詞であり、そのままの形では動詞や形容詞などの用言になりえない。漢字語を用言化するには、一般的には「する」に当たる接尾辞「하다」 [hada] を付ける。「하다」が動作的な意味の漢字語に付けば動詞となり、状態的な意味の漢字語に付けば形容詞となる。
- 使用（사용）하다 [saːjoŋ-hada] 「使用する」
- 寬大（관대）하다 [kwandɛ-hada] 「寛大だ」

一部の漢字語はそのままの形で副詞（または接続詞）として機能する。
- 恒常（항상） [haŋsaŋ] 「いつも」
- 或是（혹시） [hokɕʼi] 「ひょっとして」

## 漢字語の種類
漢字語はその来歴により、中国起源のもの、朝鮮起源のもの、日本起源のものの大きく3種に分けられる。しかしながら、個々の語彙の起源については不明瞭な場合も多い。

### 中国起源の漢字語

#### 古典中国語に由来するもの
中国語に由来する語彙は、漢字語の中で最も中心的な位置を占めている。その多くは古典中国語に由来するものであり、現代の朝鮮語・中国語・日本語に共通する語彙が多い。
- 天下（천하） [ʨʰɔnɦa] 「天下」
- 結婚（결혼） [kjɔɾɦon]  「結婚」
- 愉快（유쾌） [jukʰwɛ] 「愉快」
- 學問（학문） [haŋmun] 「学問」
- 四面楚歌（사면초가） [saːmjɔnʨʰoɡa] 「四面楚歌」
- 漁夫之利（어부지리） [ɔbuʥiɾi] 「漁夫の利」

故事成語の中には途中に語尾など朝鮮語の固有語（日本語の和語に相当する）の要素が入り込む場合もある（下例のうち下線部が固有語）。
- 百聞이 不如一見（백문이 불여일견） [pɛŋmuni puɾjɔilɡjɔn] 「百聞は一見に如かず」（逐語訳：百聞が不如一見）

あるものは単語を構成する漢字の順序が異なっている。
- 賢母良妻（현모양처） [hjɔnmojaŋʨʰɔ] 「良妻賢母」

漢字1字から成る漢字語の中には、漢字語であるという意識が希薄で、あたかも固有語のような感覚で用いられているものがある。ちょうど日本語の「本（ホン）」などの単語が漢語だという意識が希薄であるのと似ている。
- 山（산） [san] 「山」
- 江（강） [kaŋ] 「川」
- 冊（책） [ʨʰɛk̚] 「本」

#### 語義が変化したもの
中国語として存在する語彙であっても、朝鮮語において意味変化を起こしたものがある。このような語彙は中国語とも日本語とも異なった意味で用いられる場合が多い。
- 去來（거래） [kɔːɾɛ] 「取引」
- 工夫（공부） [koŋbu] 「勉強」
- 放心（방심） [baːŋɕim] 「油断」
- 複道（복도） [pok̚tʼo] 「廊下」
- 砂糖（사탕） [satʰaŋ] 「飴」
- 是非（시비） [ɕiːbi] 「いさかい」
- 議論（의논） [ɯinon] 「相談」
- 人事（인사） [insa] 「あいさつ」
- 學院（학원） [ha̠ɡwʌ̹n] 「塾」

「放心」は中国語では「安心する」という肯定的な意味でも用いられるが、朝鮮語では通常否定的な「油断」の意味も用い、肯定的な「安心」は「安心（안심）」[anɕim]を用いる。「複道」はもともと上下二重の廊下を指すものが、広く廊下一般を指すように変わったと見られる。「砂糖」は中期朝鮮語では砂糖の意で用いられていた。「是非」は中国語でも「いさかい」の意味に転じている。「人事」は「人の行なうべき事」の意であったものが、朝鮮語において意味がずれたものである。

#### 現代中国語に由来するもの
現代中国語に由来する語彙は少ない。ただし、北朝鮮で用いられる朝鮮語の中には、現代中国語に由来すると見られる語彙がいくつか見られる。
- 一邊倒（일변도） [ilbjɔndo] 「一辺倒」
- 圓珠筆（원주필） [wɔnʥupʰil]  「ボールペン」（北朝鮮の言語）

なお、現代中国語に由来する語彙は中国語音のまま導入され、外来語として定着したものが多い。
- 짜장면 [ʨʼaʥaŋmjɔn] 「ジャージャー麺」 ＜ 炸醬麵 zhájiàngmiàn
- 노틀 [notʰɯl] 「ロートル」 ＜ 老頭兒 lǎotóur

### 朝鮮起源の漢字語
朝鮮において作られた漢字語にはいくつかの類型がある。

#### 新造語
漢字を組み合わせて朝鮮で独自に作り出した語彙である。このようなものは中国語や日本語に同一の漢字を用いた単語自体が存在しない。
| 朝鮮語                                    | 日本語                            | 中国語                           |
| ----------------------------------------- | --------------------------------- | -------------------------------- |
| 矯導所（교도소） [kjodo̞sʰo̞]               | 刑務所                            | 監獄 jiānyù                      |
| 名銜（명함） [mjɔŋɦam]                    | 名刺                              | 名片 míngpiàn                    |
| 膳物（선물） [sɔːnmul]                    | 《贈物》                          | 礼物 lǐwù                        |
| 手票（수표） [supʰjo]                     | 《小切手》                        | 支票 zhīpiào                     |
| 藥房（약방） [jak̚pʼaŋ]                    | 《薬屋》                          | 藥店 yàodiàn または 藥房 yàofáng |
| 洋襪（양말） [jaŋmal]                     | 《靴下》                          | 襪子 wàzi                        |
| 掌匣（장갑） [ʨaːŋɡap̚]                    | 《手袋》                          | 手套 shǒutào                     |
| 次例（차례） [ʨʰare]                      | 順番                              | 順序 shùnxù                      |
| 便紙/片紙（편지） [pʰjɔːnʥi]              | 《手紙》                          | 信 xìn                           |
| 注油所（주유소） [t͡ɕujusʰo̞]               | ガソリンスタンド                  | 加油站 jiāyóuzhàn                |
| 便宜店（편의점） [pʰjʌ̹nɰid͡ʑʌ̹m]            | コンビニエンスストア （コンビニ） | 便利店 biànlìdiàn                |
| 外界人（외계인） [øː.kje.in / weː.kje.in] | 宇宙人                            | 外星人 wàixīngrén                |
| 出市（출시） [t͡ɕʰuɭɕʰi]                   | 発売                              | 上市 shàngshì                    |

日本語の《  》表記は漢語でなく和語であることを表す。便宜上、中国語は日本の常用漢字体で表記する。
「房」は「部屋」の意であるが、朝鮮語では「店舗」の意の接尾辞として用いる。「襪」は「足袋（たび）」の意で「洋襪」は「西洋の足袋」を意味する。「掌甲」は「掌匣」とも表記される（「匣」は「はこ」の意）。「次例」は本来「次第」であったが、「第」の音が本来の「뎨」[djəi] から「례」[rjəi] に変化したために、それに合わせて漢字を当て直したものである。
朝鮮で作られた語彙の中には四字熟語もある。「賊反荷杖（적반하장）」 [ʨɔk̚pʼanɦaʥaŋ] は盗人猛々しいことを表すが、これを漢文の読み下し文にすると「賊、反（かえ）って杖を荷う」となる。

#### 朝鮮製漢字を含むもの
- 田畓（전답） [ʨɔndap̚] 「田畑」
- 垈地（대지） [tɛʥi] 「敷地」
- 媤宅（시댁） [ɕidɛk̚] 「夫の家」

「畓」は「水田」の意、「垈」は「場所」の意、「媤」は「夫の家」の意の朝鮮製漢字（国字）である。

### 日本起源の漢字語
近代以降とりわけ日本統治時代に日本語から多くの語彙が漢字語として朝鮮語に流入した。日本語に由来する漢字語にもいくつかの類型がある。

#### 和製漢語
近代の西欧由来の概念に代表される翻訳語彙としての和製漢語は抽象概念を表す語彙から具体的な物体などを表すものまで広範囲にわたっており、その数は枚挙にいとまがない。
- 個人（개인） [kɛːin] 「個人」
- 主權（주권） [ʨukʼwɔn] 「主権」
- 義務（의무） [ɯiːmu] 「義務」
- 鉛筆（연필） [jɔnpʰil] 「鉛筆」
- 電話（전화） [ʨɔːnɦwa] 「電話」
- 博物館（박물관） [paŋmulɡwan] 「博物館」

これらの語彙のいくらかは中国に逆輸入され中国語とも共通している。しかし、中国語で別途に語彙を作った場合は、朝鮮語と日本語では共通しているが中国語とは共通しない。
| 日本語・朝鮮語             | 中国語        |
| -------------------------- | ------------- |
| 飛行機（비행기 [piɦɛŋɡi]） | 飛機 fēijī    |
| 汽車（기차 [kiʨʰa]）       | 火車 huǒchē   |
| 野球（야구 [jaːɡu]）       | 棒球 bàngqiú  |
| 会社（회사 [høːsa]）       | 公司 gōngsī   |
| 写真（사진 [saʥin]）       | 照片 zhàopiàn |

なお、日本において「同音の漢字による書きかえ」の規定により、一部の和製漢語の表記は変更されたが、朝鮮語では旧表記の漢字による読みが維持される。
| 朝鮮語                     | 日本語 |
| -------------------------- | ------ |
| 弘報（홍보 [hoŋbo]）       | 広報   |
| 刺戟（자극 [ʨaːgɯk̚]）      | 刺激   |
| 手帖（수첩 [suʨʰɔp̚]）      | 手帳   |
| 尖端（첨단 [ʨʰɔmdan]）     | 先端   |
| 慰藉料（위자료 [wiʥaɾjo]） | 慰謝料 |
| 破毀（파훼 [pʰaːɦwe]）     | 破棄   |
| 洗滌（세척 [seːʨʰɔk̚]）     | 洗浄   |

近代以前の和製漢語で朝鮮語にもたらされたものは多くない。ただし、これらの語彙も日本統治時代にもたらされたものと見られる。
- 十八番（십팔번） [ɕip̚pʰalbɔn] 「十八番」

また、日本語の漢語と意味の異なるものもある。「八方美人（팔방미인）」[pʰalbaŋmiin] は朝鮮語ではあらゆることに才を発揮する人を指し、肯定的な意味で用いられる。

#### 日本語における訓読み熟語
日本語における訓読み熟語とは、和語に漢字を当てて表記したものである。この語彙が朝鮮語に導入されたとき、朝鮮語において「訓読み」（固有語に漢字を当てて表記する方法）がなく「音読み」しかないため、表記された漢字をそのまま朝鮮漢字音で発音した。このようにして多くの漢字表記された和語が漢字語として朝鮮語に導入されることとなった。朝鮮語にもたらされた訓読み熟語の中には、重箱読み・湯桶読みのものも含まれる。
- 建物（건물） [kɔːnmul] 「建物」
- 賣上（매상） [mɛsaŋ] 「売り上げ」
- 船着場（선착장） [sɔnʨʰak̚ʨʼaŋ] 「船着場」
- 不渡（부도） [pudo] 「不渡り」〔重箱読み〕
- 待合室（대합실） [tɛːɦapɕʼil] 「待合室」〔湯桶読み〕

また、動作的な意味の単語は後ろに「する」に当たる接尾辞「하다」 [hada] を付けることで動詞化される。以下の例は後ろに「하다」が付きうる単語である。
- 支拂（지불） [t̟͡ɕibul] 「支払い」
- 上廻（상회） [saŋɦø] 「上回ること」
- 組立（조립） [ʨoɾip̚] 「組み立て」
- 取扱（취급） [ʨʰwiːɡɯp̚] 「取扱い」
- 割引（할인） [haɾin] 「割引」

## 漢字語に由来する固有語
朝鮮語の固有語の中には、漢字語が固有語化したものがある。
- 가난 [kanan] 「貧乏」 ＜ 艱難（간난）
- 감자 [kamʥa] 「じゃがいも」 ＜ 甘藷（감저）
- 고추 [kotɕʰu] 「唐辛子」 ＜ 苦椒（고초）
- 김치 [kimtɕʰi] 「キムチ」 ＜ 沈菜（침채）
- 나인 [nain] 「女官」 ＜ 內人（내인）
- 나중 [naːʥuŋ] 「のち」 ＜ 乃終（내종）
- 대충 [tɛ̝tɕʰuŋ] 「大凡」 ＜ 大總（대총）
- 보배 [poːbɛ] 「宝」 ＜ 宝貝（보패）
- 사냥 [sanjaŋ] 「狩り」 ＜ 山行（산행）
- 성냥 [sɔŋnjaŋ] 「マッチ」 ＜ 石硫黄（석류황）
- 썰매 [sʼɔlmɛ] 「そり」 ＜ 雪馬（설마）
- 요 [jo] 「敷布団」 ＜ 褥（욕）
- 재주 [ʨɛʥu] 「才能」 ＜ 才調（재조）
- 지렁이 [tɕiɾʌ̹ŋi] 「ミミズ」 ＜ 地龍이（지룡이）
- 짐승 [ʨimsɯŋ] 「獣」 ＜ 衆生（중생）
- 천둥 [tɕʰʌ̹nduŋ] 「雷」 ＜ 天動（천동）
- 초 [tɕʰo] 「蝋燭」 ＜ 燭（촉）

固有語の中には音形が漢字語的であるため、漢字語に由来するのではないかと疑われるものがある。それらに対しては漢字が当てられることがあるが、歴史的に文献上から確認できるものではない。以下の例において、（  ）内の漢字が当て字である。
- 구경 [kuːɡjɔŋ] 「見物」 （求景）
- 생각 [sɛŋɡak̚] 「思い」 （生覺）
- 서랍 [sɔɾap̚] 「引き出し」 （舌盒 설합）
- 장난 [ʨaŋnan] 「いたずら」 （作亂 작란）
- 사랑 [saraŋ] 「愛」 （思量, 사량）

また、北朝鮮においては、頭音法則との関係から、次のような語彙についても、固有語化した漢字語と見なされる。
- 유리「ガラス」（琉璃）
- 나사「ネジ、ラシャ」（螺絲、羅紗）

なお、従前は、남색「青色」（藍色）も固有語化した漢字語として扱われていたが、現在では、通常の漢字語（람색）として扱われている。